# Vagiz Chidijatullin
Vagiz Nazirovič Chidijatullin (in russo Вагиз Назирович Хидиятуллин?, traslitterazione anglosassone Vagiz Nazirovich Khidiyatullin; Gubacha, 3 marzo 1959) è un ex calciatore sovietico, dal 1991 russo, di ruolo difensore.

## Caratteristiche tecniche
Difensore centrale, spesso non stava in linea con il resto del reparto, giocando spesso da libero. Era un calciatore non dotato di tecnica, un buon stopper.

## Carriera

### Club
Durante la sua carriera ha giocato con numerose squadre di calcio sovietiche e francesi. È uno dei primi calciatori sovietici ad ottenere dallo Stato sovietico di poter giocare al di fuori dall'URSS, trasferendosi a 29 anni al Tolosa, società francese, giocando in modo discreto.

### Nazionale
Dopo aver vinto il Mondiale U-20 nel 1977, partecipa all'Olimpiade di Mosca 1980, a due Mondiali (1982 e 1990) e ad Euro 1988.
Con la Nazionale sovietica ha segnato 6 reti in 58 partite giocate. Durante tutta la carriera è uno dei pochi calciatori a giocare con Valeri Lobanovski senza far parte del suo "blocco della Dinamo Kiev", avendo giocato buona parte della carriera a Mosca.

## Palmarès

### Club
- Campionato sovietico: 2

Spartak Mosca: 1979, 1987
- Coppa di Russia: 1

Dinamo Mosca: 1994

### Nazionale
- Campionato europeo di calcio Under-19: 1

Ungheria 1976
- Campionato mondiale di calcio Under-20: 1

Tunisia 1977
- Bronzo olimpico: 1

Mosca 1980